# Звезда (име)
Звезда је женско име, краћа варијанта имена Звездана, настало од имена Стела, односно немачког и италијанског Stella. У крајевима у којима се говори ијекавски јавља се и облик Звијезда, док се у икавским крајевима јавља облик Звизда.

## Имендан
Имендан се у празнује Словенији 1. јула.

## Популарност
У Словенији је ово име 31. децембра 2007. било међу првих 1.000 имена по популарности.